# Zentralstelle Finanzielles Dienstrecht
ZEFIR, Abkürzung für Zentralstelle Finanzielles Dienstrecht, das Service-Center ZEFIR. 
Bundesweit gibt es vier Service-Center der Zollverwaltung: in Saarbrücken, Dresden, Rostock und Köln. 1999 wurde in Saarbrücken die Zentralstelle Finanzielles Dienstrecht (ZEFIR) eingerichtet. Um einheitliche Organisationsstrukturen zu schaffen, wurde ZEFIR zum 1. Januar 2004 zum Service-Center ZEFIR Saarbrücken, bei dem es sich um ein Referat (RF 42) der Bundesfinanzdirektion Südwest handelt. Das Referat ist zuständig für die Versorgung, Besoldung/Vergütung sowie die Beihilfe von Bundesbeamten, Bundesrichtern und Amtsträgern des Bundes, die in den Ländern Baden-Württemberg, Hessen, Rheinland-Pfalz oder Saarland wohnen. Gegenwärtig sind dort 150 Mitarbeiter beschäftigt.